# Shunga (gravure)
Pour les articles homonymes, voir Shunga.

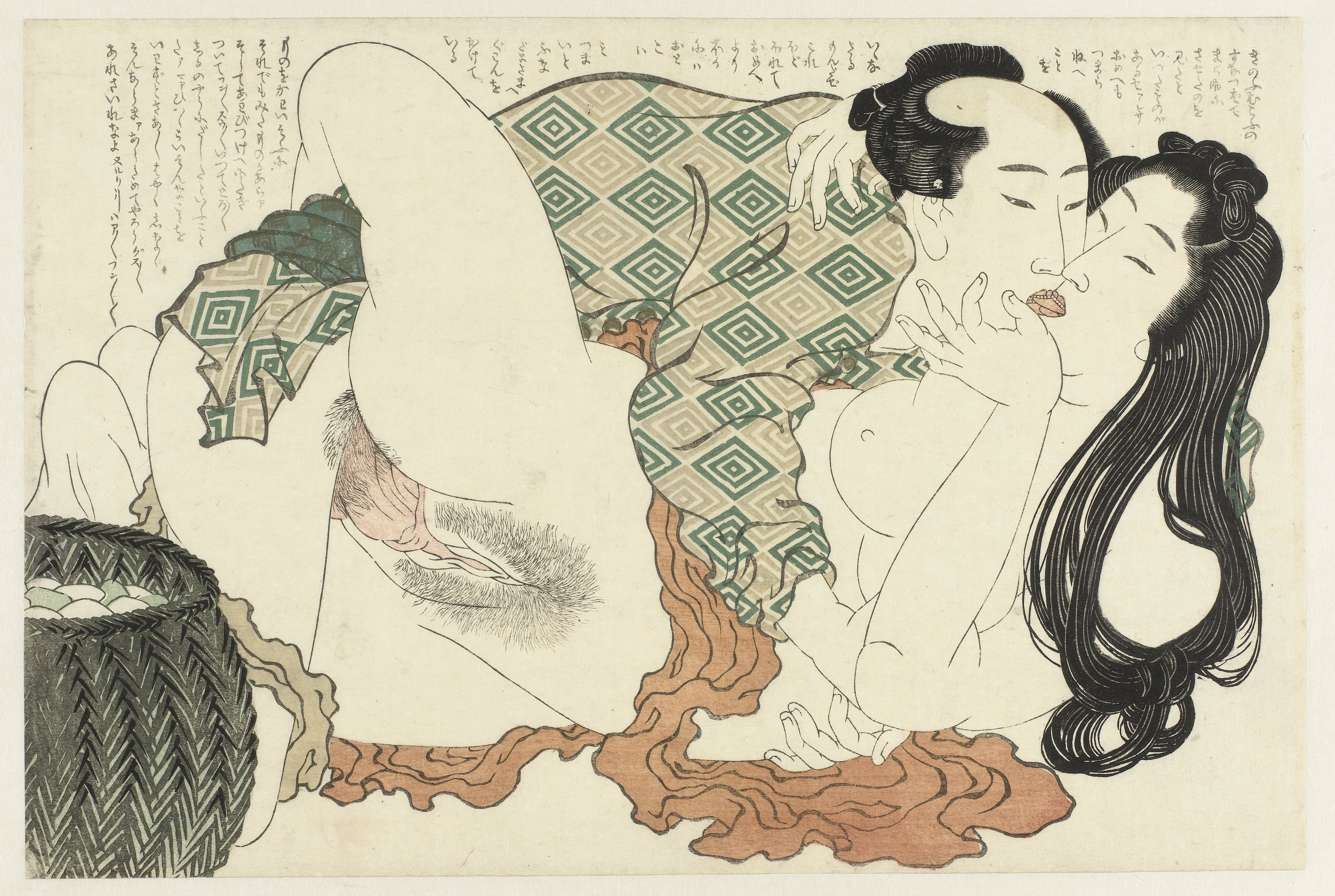
Shunga de Hokusai.

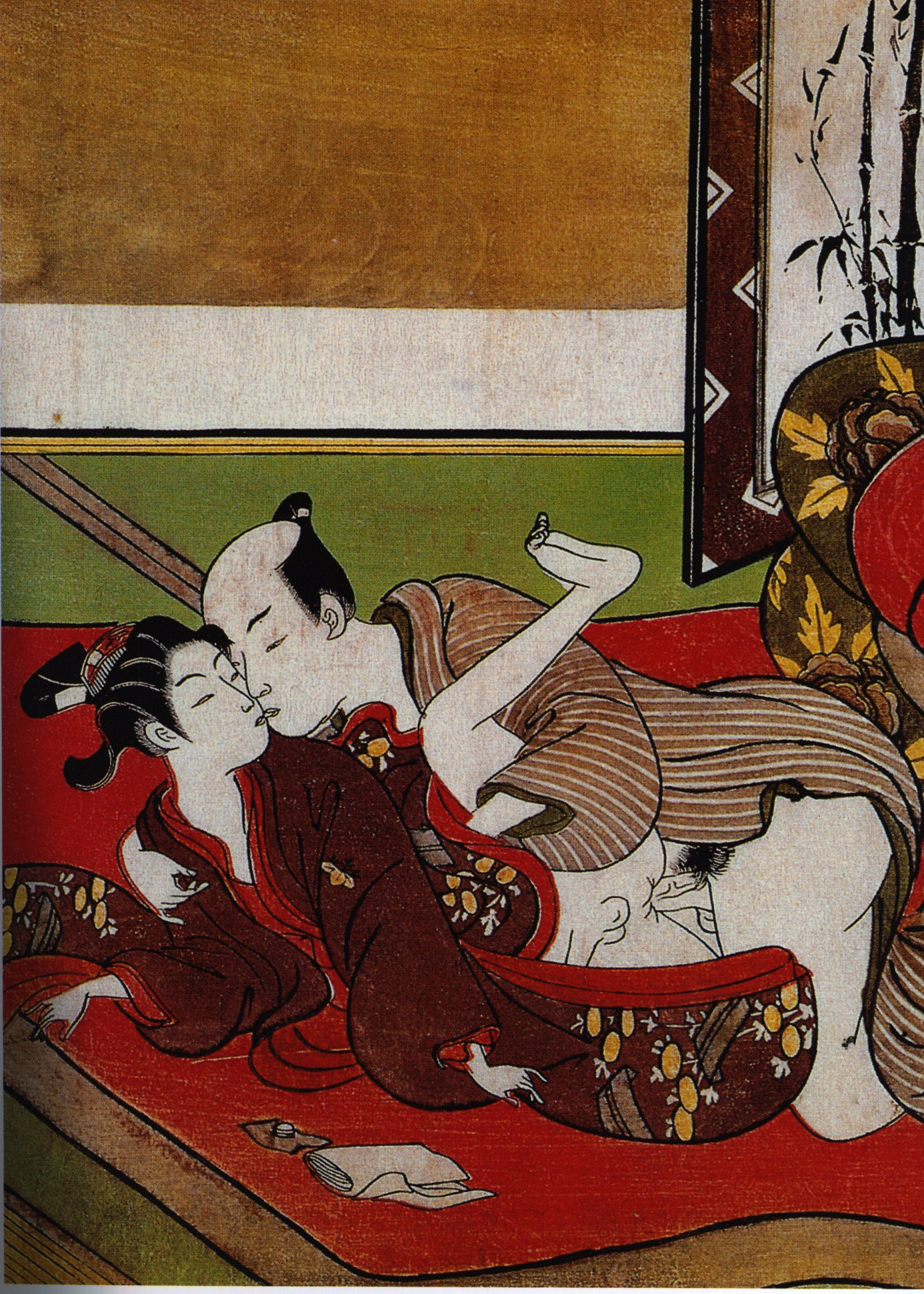
Suzuki Harunobu, détail d'un Shunga. Vers 1750. Londres, Victoria & Albert Museum.

Les shunga (春画) sont des gravures japonaises érotiques, de style ukiyo-e.
« Shunga » signifie littéralement « image de printemps », un euphémisme pour faire référence à l'acte sexuel. Le mot shunga serait dérivé de l'expression chinoise chungonghua, en japonais shungūga (春宮画), signifiant « image du palais du printemps », en évocation de la vie joyeuse menée au palais du prince héritier (Kōtaishi). L'âge d'or des shunga se situe pendant l'époque d'Edo (1600 à 1868).

## Terminologie

### LeShungaet ses variantes
Au Japon, la manifestation visuelle sous forme d'estampe dont le thème principal est la représentation du sexe est mieux connue aujourd'hui sous le nom japonais de shunga (春画), littéralement « images du printemps », « printemps » étant un euphémisme pour désigner les rapports sexuels. Le terme vient du chinois Chungonghua (春宫画), qui signifie « images du palais du printemps » (japonais : shunkyûga), du nom qui était donné au palais du prince héritier,.
Au cours de son histoire, un grand nombre de termes ont été appliqués pour définir ce type de production, tels que makura-e (枕絵, litt. « image d’oreiller »), warai-e (笑い絵, litt. « image plaisante »), osokuzu-no-e (偃息図の絵, litt. « image des positions » ou « image de délassement »), enga (艶画, litt. « image galante »), wajirushi (わ印, litt. « estampe japonaise »), higa (秘画, litt. « image secrète »), tsugai-e (艶画, litt. « image de couple ») ou encore nure-e (艶画, litt. « image affriolante »),.

### Typologies
Les typologies les plus courantes de shunga produites sont au nombre de trois :
- Les shunga emaki (春画絵巻?) étaient des rouleaux de paysages[10], très populaires parmi le clergé, l'aristocratie et la classe des samouraïs[11]. Tout au long de l'époque d'Edo, ils ont dû rivaliser avec la popularité et la rentabilité d'autres typologies telles que les albums et les livres illustrés[12]. Il est important de noter que ces peintures circulaient dans des cercles plus restreints en raison de leur coût et de leur disponibilité, du fait de l'énorme travail et du temps nécessaires à leur production.
- Les soroimono (揃物?) et les kumimono (組物?) étaient des albums illustrés qui étaient imprimés selon la même technique de gravure sur bois que les autres estampes ukiyo-e, leur production a donc commencé à partir de l'époque Edo. Comme la surface consacrée à l'image était plus grande que dans les livres et qu'ils n'étaient pas pliés, ils permettaient un niveau de technicité beaucoup plus élevé, ce qui augmentait également leur coût. Ils contenaient presque toujours douze images[13] et, alors que le kumimono présentait une scène d'introduction pour le reste des tirages, le soroimono avait un titre commun qui était imprimé sur tous les tirages[14].
- Les enpon (艶本?) ou shunpon (春本?)[15] étaient des livres érotiques et le format le plus populaire de ces trois types. Ils ont été produits tout au long de la période Edo et au début de l'ère Taishō. Beaucoup d'entre eux ont été imprimés en noir et blanc, et d'autres sont passés à des versions en couleur, en utilisant la même évolution technique que celle de l'histoire de l'ukiyo-e.

Contrairement à l'estampe ukiyo-e courante, le shunga n'était généralement pas produit en feuilles individuelles. Seuls quelques surimonos peuvent être trouvés sous cette forme, mais rarement. Les feuilles individuelles que nous connaissons aujourd'hui sous le nom de shunga, que l'on trouve dans de nombreuses collections, mises aux enchères ou vendues dans des boutiques d'art ou des galeries spécialisées, appartenaient à l'origine à un album qui était démonté et dont les images étaient séparées.

## Histoire

### Antécédents

#### Premières œuvres érotiques au Japon
À l'époque préhistorique du Japon, la religion indigène, connue aujourd'hui sous le nom de shintoïsme (ou shinto), était marquée par la liberté sexuelle, car ses croyances étaient fondées sur la fertilité, tant des humains que de la Terre. Par exemple, selon le mythe de la création du Japon raconté dans le Kojiki et le Nihon shoki, les dieux Izanagi et Izanami ont créé huit grandes îles en ayant des rapports sexuels. Ainsi, le sexe n'avait pas de connotation honteuse, pécheresse ou taboue, contrairement à la conception occidentale. Ainsi, les représentations phalliques et les images de fertilité étaient courantes dans les expressions artistiques. Aujourd'hui encore, certaines festivités liées à cet ancien culte sont conservées au Japon.
Au cours du VIe siècle, le bouddhisme arrive au Japon via la Chine, un événement qui marque la fin de la période Kofun. Cette nouvelle religion s'installe au Japon et ses adeptes fondent plusieurs temples dans le pays. Certaines sources indiquent que les premières formes de shunga sont apparues précisément dans ces temples, sous la forme de graffitis réalisés par des moines sangha sur les bases des statues au VIIe siècle,. L'un de ces graffitis a été retrouvé sur une statue du temple Hōryū-ji, qui représente la figure d'une femme en haut et un phallus en bas.

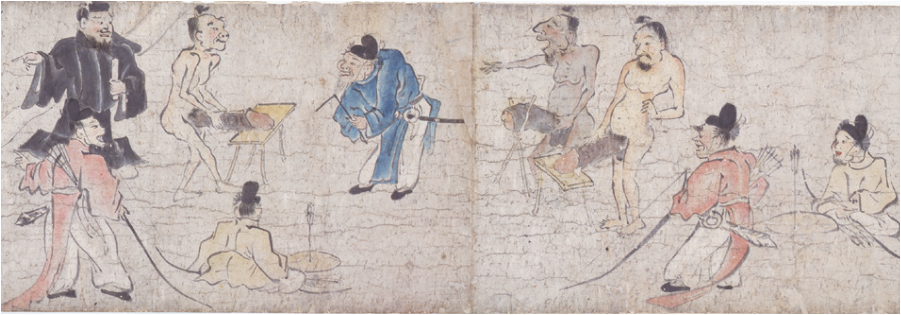
Détails d'une reproduction d'une œuvre de Toba Sōjō représentant un Yōbutsu kurabe (concours de phallus, un genre pictural appelé hashi-e).

Au cours des périodes Nara (712-793) et Heian (794-1186), un type de dessin connu sous le nom d'osukuzu-no-e est apparu, axé sur les explications médicales, mais avec une tendance à exagérer les proportions des organes génitaux dans le but de maintenir l'intérêt visuel (midokoro). Au cours de la fin de la période Heian, l'un des principaux représentants de l'art japonais était Toba Sōjō, un moine bouddhiste de la branche Shingon. On lui attribue généralement l'un des plus anciens rouleaux conservés, appelé Yōbutsu kurabe, qui dépeint une compétition entre courtisans sur la taille de leurs pénis, déformés et exagérés de façon comique (les représentations de concours de phallus appartiennent au genre des hashi-e),. En revanche, le shunga emaki a commencé à être produit à partir du XIIe siècle, s'imposant probablement comme une forme d'art parmi les prêtres, l'aristocratie et la classe des samouraïs.
Durant la période Muromachi (1392-1573), suivant la tradition des douze karmas et des douze animaux du calendrier chinois, les livres étaient réalisés à partir de douze estampes ou d'un nombre multiple de douze : vingt-quatre, trente-six, quarante-huit, une tradition qui sera reprise plus tard par les artistes shunga.

#### Essor duchōninet de l'ukiyo-e
Le Japon a connu une période de guerre constante entre 1467 et 1568, une période de l'histoire du Japon connue sous le nom d'époque Sengoku (戦国時代, Sengoku-jidai, litt. « époque des provinces en guerre »). Les guerres par procuration entre les différents daimyo, ou seigneurs féodaux, ont pris fin après l'unification du pays par trois personnalités importantes, connues sous le nom des « trois grands unificateurs du Japon » : Oda Nobunaga, Toyotomi Hideyoshi et Tokugawa Ieyasu. Ce dernier, victorieux lors de la bataille décisive de Sekigahara en 1600, établit ensuite le shogunat Tokugawa, un gouvernement féodal qui durera plus de 250 ans. L'une des premières mesures qu'il prit fut de déplacer la capitale de Kyoto à Edo (aujourd'hui Tokyo), ordonnant à ses vassaux de s'installer dans la ville, et plusieurs temples, palais, sanctuaires et demeures y furent construits. En 1635, un descendant de Ieyasu, Iemitsu, a introduit un système appelé sankin-kōtai (参勤交代, litt. « rotation de services »), qui visait à prévenir une éventuelle trahison du shogunat. Selon ce système, les daimyo étaient obligés de rester un an dans un manoir à Edo et une autre année dans leurs fiefs respectifs, la famille restant dans la capitale. Ce va-et-vient de personnes a donné naissance à une nouvelle classe sociale, appelée chōnin, composée principalement de marchands et d'artisans. Les chōnin, qui constituaient en théorie la classe sociale la plus basse, se sont développés rapidement et ont même dépassé en nombre les samouraïs et les fermiers, s'installant à la périphérie de la ville-château d'Edo. Certains chōnin sont devenus extrêmement prospères, et leur richesse leur a permis de créer leur propre culture, appelée chōnin bunka. C'est alors qu'à Edo, ainsi que dans d'autres villes (comme Kyoto, Osaka et Sakai), est apparu un mode de vie qui sera plus tard connu sous le nom d'ukiyo (浮世, « monde flottant »), qui avait sa propre littérature et ses formes d'art distinctives.

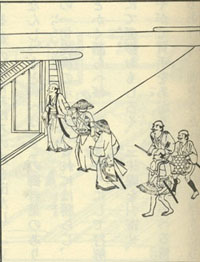
Illustration de lUkiyo monogatari, montrant des clients visitant le quartier des prostituées.

C'est le romancier Asai Ryōi qui, en 1661, définit le mouvement dans son ouvrage Conte du monde flottant (浮世物語, Ukiyo Monogatari) : « Vivre uniquement le moment présent, se livrer tout entier à la contemplation de la lune, de la neige, de la fleur de cerisier et de la feuille d’érable, chanter des chansons, boire du saké et s'amuser en flottant, ne pas se laisser abattre par la pauvreté et ne pas la laisser transparaître sur son visage, mais dériver comme une calebasse sur la rivière, c’est ce qui s’appelle ukiyo »,.
C'est à cette époque qu'apparaît l'ukiyo-e (浮世絵, litt. « peintures du monde flottant »), une technique d'estampe japonaise utilisant des gravures sur bois. Cette technique a été introduite au Japon au VIIIe siècle en provenance de Chine, son but principal étant l'illustration de textes bouddhistes et, à partir du XVIIe siècle, l'illustration de poèmes et de romances. Avec la nouvelle culture chōnin, des mouvements comme la littérature et les estampes ukiyo ont commencé à refléter ce qui se passait dans les quartiers de plaisir (le plus important étant Yoshiwara, à Edo), le kabuki, les festivals et les voyages. Ces derniers ont donné naissance à des guides touristiques décrivant les points forts des villes et des campagnes.

### Apparition duShungapendant la période d'Édo

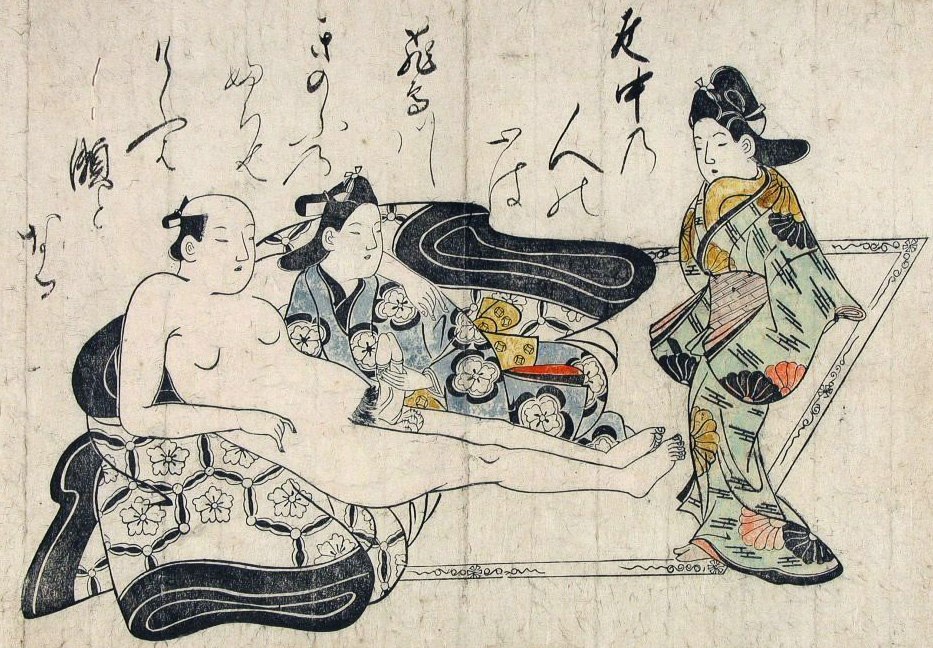
Shunga de Hishikawa Moronobu (début des années 1680).

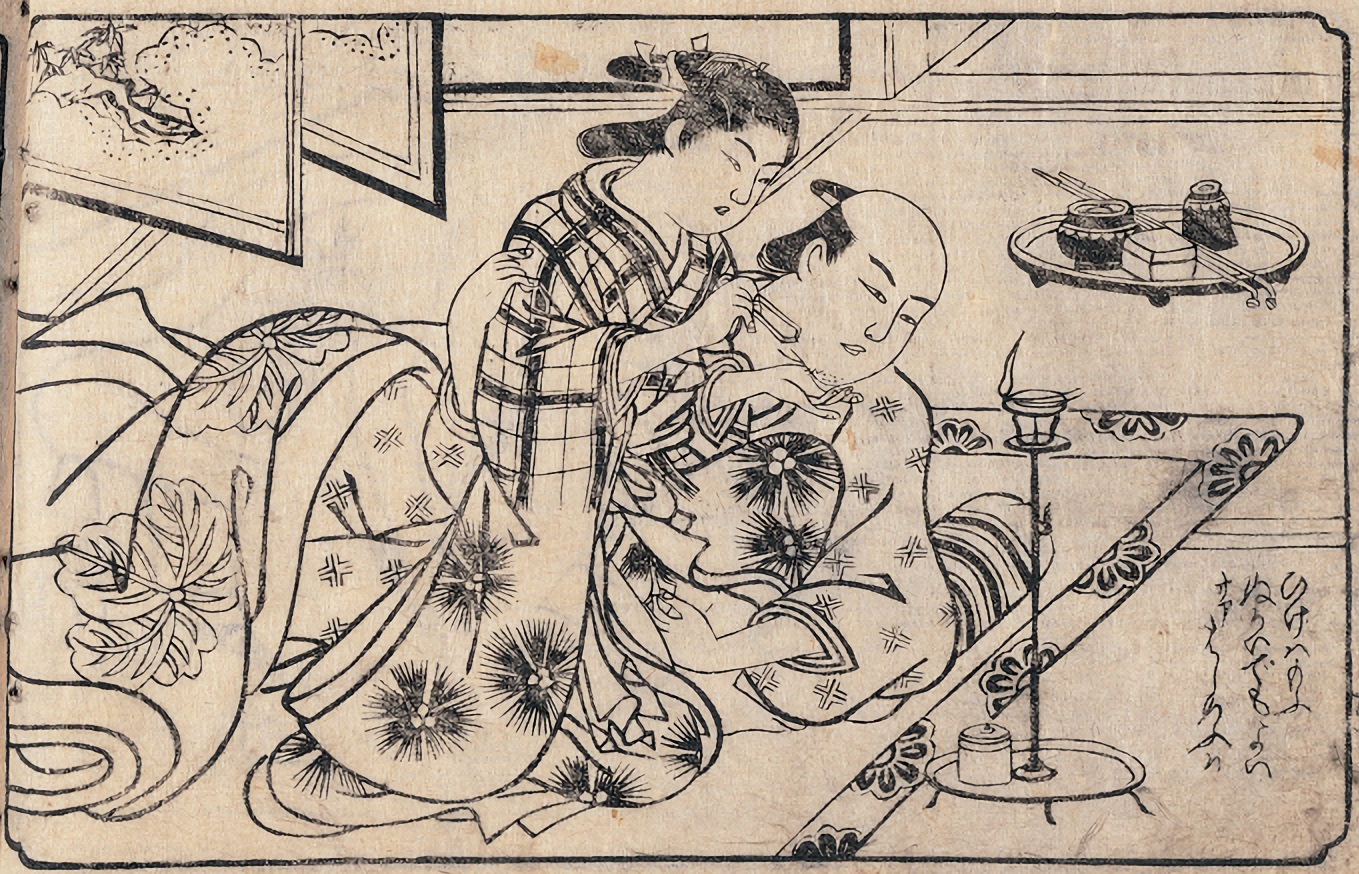
Shunga de Nishikawa Sukenobu (1711).

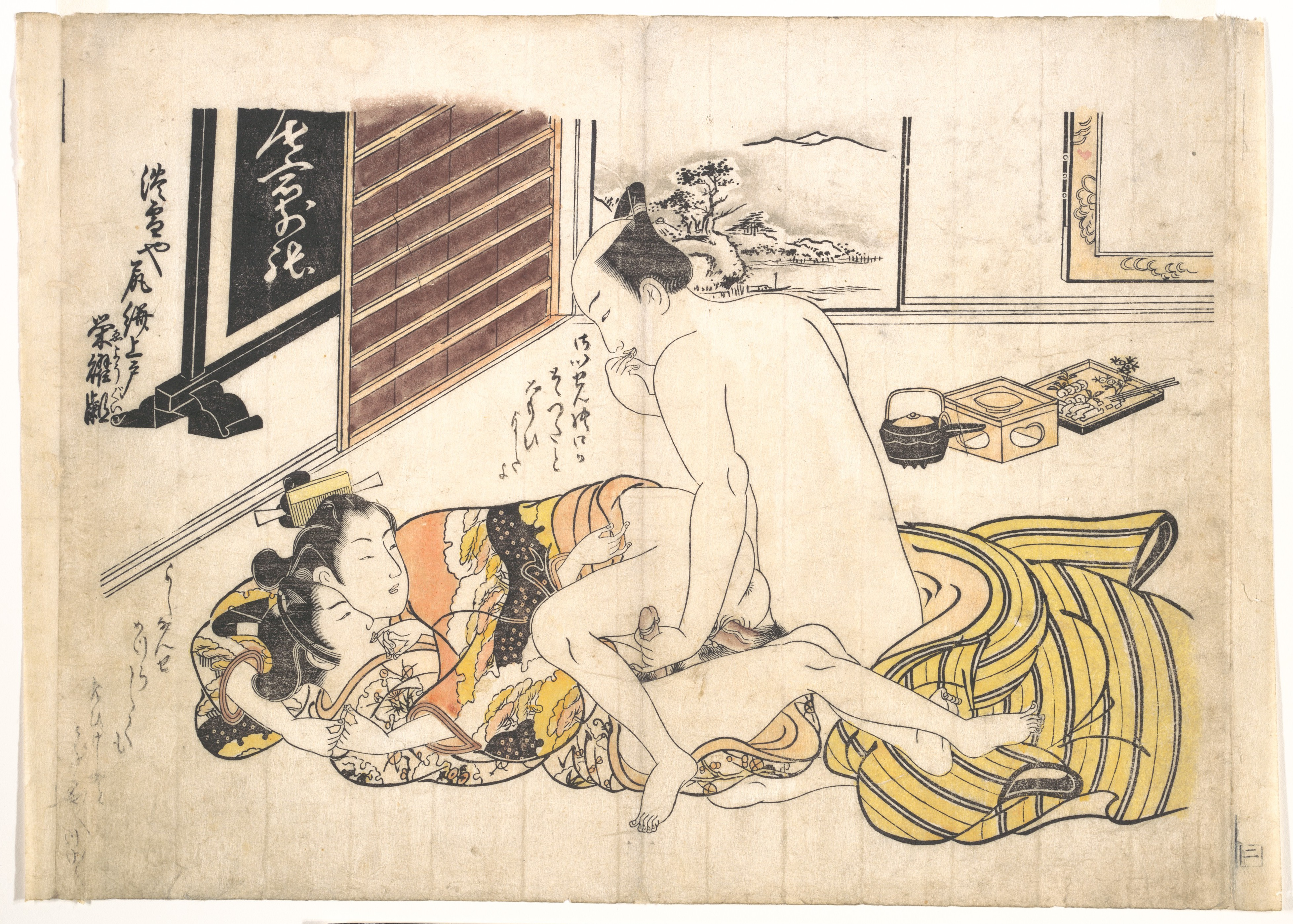
Shunga de Okumura Masanobu (vers 1739).

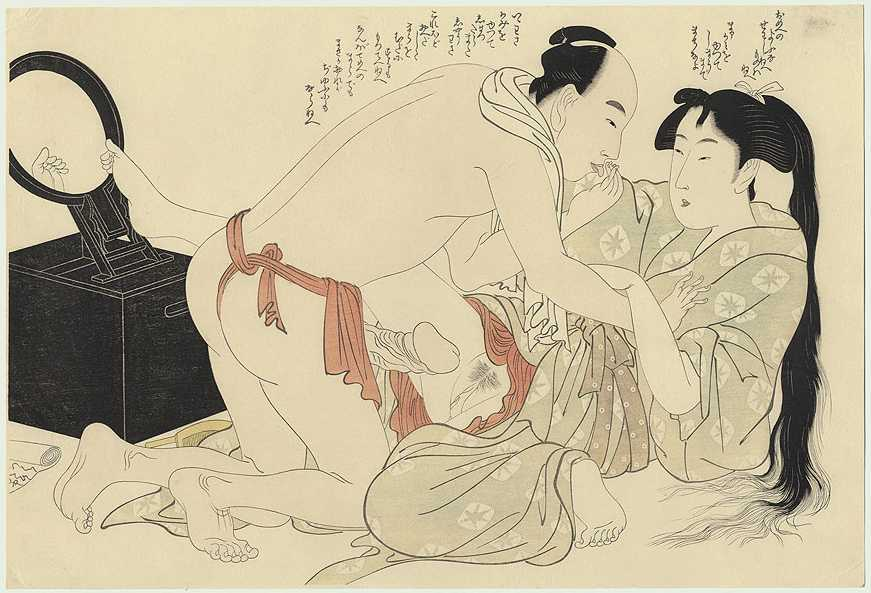
Shunga de Kitagawa Utamaro (1799).

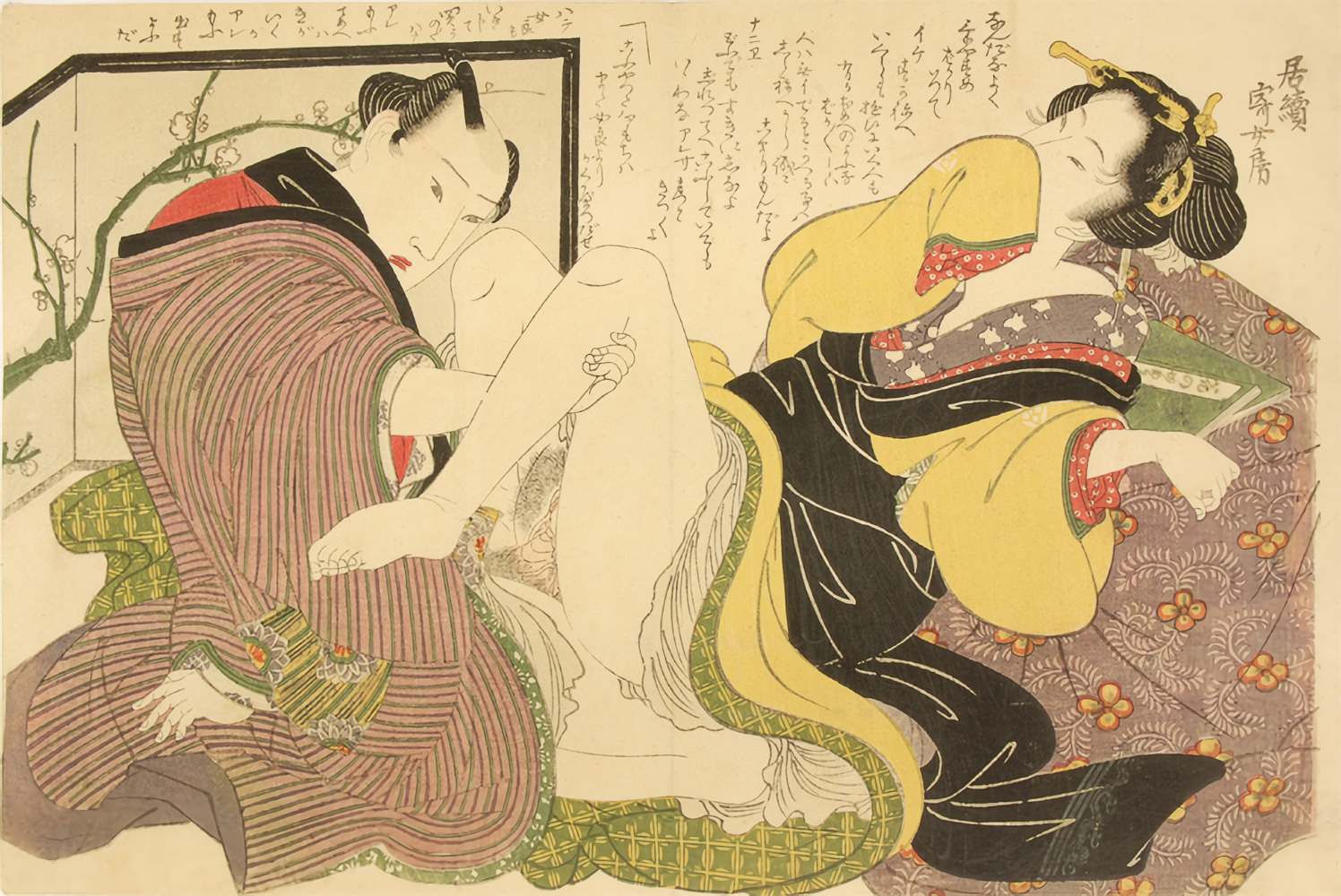
Shunga de Keisai Eisen (vers 1825).

Le shunga le plus ancien daté de 1660 est un enpon (艶本, litt. « livre imprimé ») intitulé Yoshiwara makura. Le livre, créé par un artiste anonyme, est une combinaison de manuel sexuel et de critique des courtisanes de Yoshiwara. En tant que manuel, il illustrait les quarante-huit « positions standard », tandis que la revue donnait une évocation des courtisanes, leurs traits caractéristiques, les endroits où on pouvait les rencontrer et les prix.
Vers 1670, le premier des grands maîtres de l'ukiyo-e apparaît : Hishikawa Moronobu, qui, en plus de reproduire des estampes à feuille unique représentant des fleurs, des oiseaux et des figures féminines (bijin-ga (美人画)), a produit des estampes de type shunga. Les années 1670 et 1680 ont vu le premier des grands booms du shunga, mené par les œuvres de Moronobu et Sugimura Jihei à Edo, et Yoshida Hanbei à Kamigata (la région de Kyoto et Osaka). Les œuvres de Moronobu sont représentatives de cette étape, avec des albums composés de douze estampes et représentant généralement des courtisanes, des jeunes filles et des fonctionnaires, des personnalités qui n'étaient généralement pas accessibles au grand public en raison de revenus insuffisants.
Une nouvelle vague de création a eu lieu entre 1711 et 1722 par Nishikawa Sukenobu, un artiste de Kyoto dont le nom de famille est devenu synonyme d'estampes érotiques avec le terme nishikawa-e (西񝷝絵, litt. « estampe Nishikawa »). Nishikawa a été touché par les premières tentatives de réglementer la publication et la vente de shunga : c'est précisément en cette année 1722 qu'un machibure (règlement du magistrat d'Edo) et une partie des réformes Kyōhō, ont interdit les livres érotiques (kōshokubon (好色本)), mais pas les estampes. Il y avait déjà eu de nombreuses tentatives de la part du gouvernement pour interdire les shunga : la première fut un édit publié par le shogunat de Tokugawa en 1661 interdisant, entre autres, les livres érotiques connus sous le nom de kōshokubon (好色本). Cette disposition affecta surtout les ouvrages critiquant le daimyō et les samouraïs. L'édit de 1722, beaucoup plus strict, interdit la production de tout nouveau livre sans l'accord du commissaire de la ville, fit définitivement passer les shunga dans la clandestinité, sans pour autant stopper leur épanouissement. En effet, les livres érotiques illustrés, précise Christophe Marquet, « continuèrent à être commercialisés de manière anonyme ou sous des noms d'emprunt », diffusés « par l'intermédiaire d'un réseau très organisé de loueurs de livres ambulants ».
La production de shunga cessa ainsi presque complètement pendant près de dix ans, bien qu'au cours des années 1740, Okumura Masanobu fut actif à Edo. La plupart de ses œuvres n'étaient pas datées, peut-être dans l'intention de contourner les réglementations. L'œuvre de Masanobu se caractérise par un retour à la tradition consistant à placer de grandes quantités de texte à côté des images. Pendant les années 1750 et 1760, peu de nouvelles œuvres ont été produites, bien que la production de telles œuvres ait repris après l'introduction en 1765 de nouvelles techniques de gravure sur bois, qui ont permis la production d'estampes en couleur (connues sous le nom de nishiki-e (錦絵, litt. « estampe de brocart »)). On estime qu'entre 1766 et 1790, un total de 120 titres ont été créés.
En 1790, de nouvelles réglementations pour la production de matériel érotique ont été établies dans le cadre des réformes Kansei. Ces réformes comprenaient la réglementation de la prostitution, ainsi que la séparation des hommes et des femmes dans des contextes susceptibles d'exciter la libido. Par exemple, toute personne âgée de plus de six ans était obligée d'entrer dans les bains publics avec des personnes du même sexe, alors qu'avant cette date, il était courant que les hommes et les femmes soient ensemble. Cette réglementation a fait que les scènes érotiques dans les bains publics sont devenues fréquentes dans les shunga. Les nouvelles réformes ont également interdit la publication de sujets « non orthodoxes », ceux signés sous des pseudonymes, ceux écrits en kana, et un représentant de la guilde devait examiner et enregistrer les publications alors qu'elles étaient encore à l'état de projet. Pratiquement de 1790 à 1820, la production de ce type de matériel a cessé, à l'exception des œuvres de Kitagawa Utamaro, actif dans le genre shunga entre 1798 et 1803, et de Katsushika Hokusai, actif pendant les années 1810.
Vers 1820, on assiste au troisième et dernier essor du shunga, mené par des artistes comme Utagawa Toyokuni et Keisai Eisen, bien que ce mouvement prenne fin avec la suppression en 1841 dans le cadre des réformes Tenpō, qui spécifiaient que toute publication devait être approuvée par le nanushi, ou chef de village, et interdisaient les images de geisha, de courtisanes et d'acteurs de kabuki.

### Ére Meiji et déclin

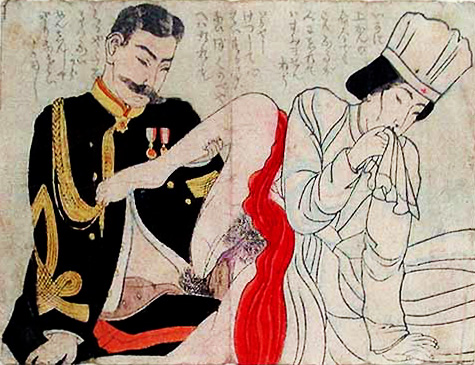
Shunga anonyme des années 1890, montrant un personnage masculin en uniforme occidental et une infirmière.

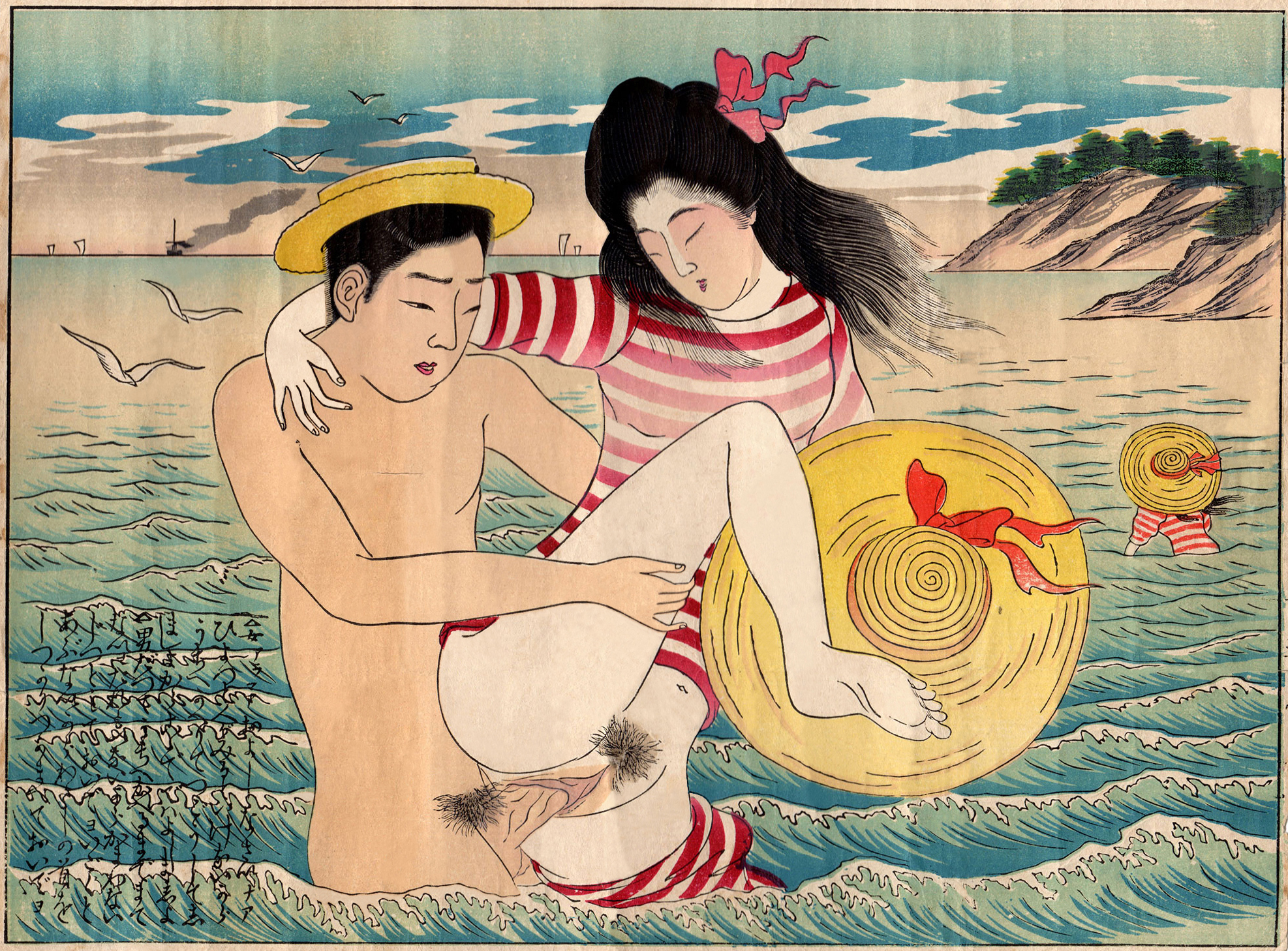
Terazaki Kōgyō, (1899).

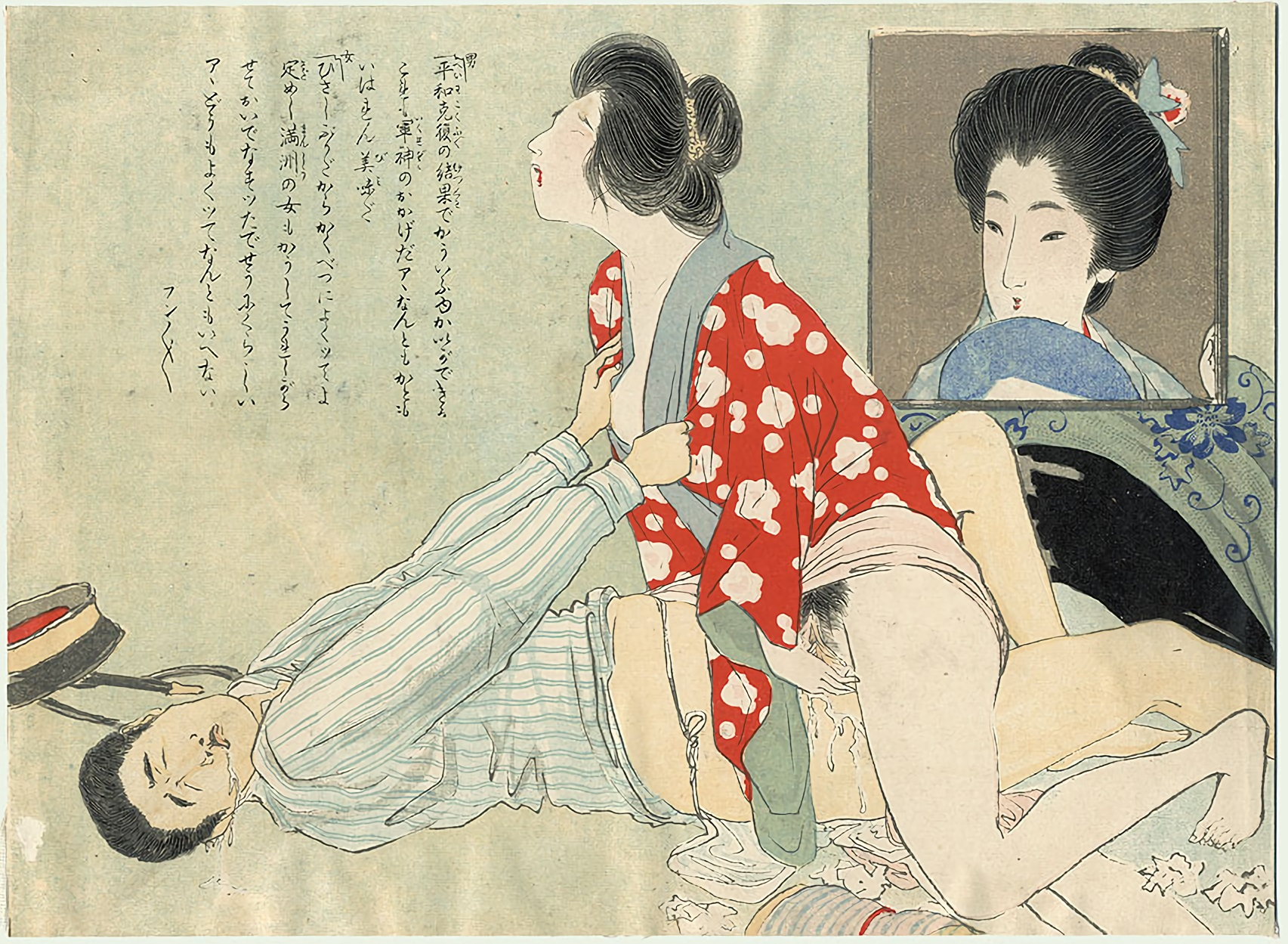
Shunga anonyme d'environ 1900.

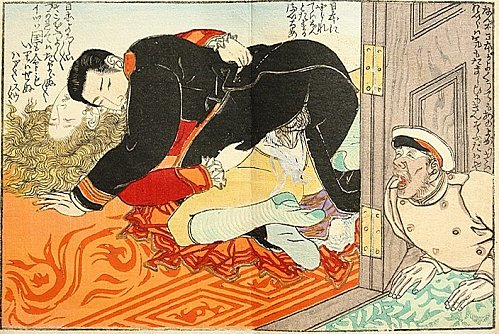
Shunga de 1905 montrant un soldat de l'armée impériale japonaise ayant des rapports sexuels avec une femme russe tandis qu'un soldat de la même nationalité observe depuis le sol, faisant allusion à la guerre russo-japonaise.

En juillet 1853, le commodore Matthew Perry arrive dans la baie d'Edo avec une flotte de navires, appelés par les Japonais les « Navires noirs (黒船, kurofune) », et donne au Japon un délai d'un an pour rompre son isolement, sous peine de voir Edo bombardée par les canons sophistiqués Paixhans des navires,. Bien que les Japonais aient commencé à se renforcer contre le retour des Américains, lorsque la flotte de Perry revient en 1854, elle est accueillie sans résistance par le fonctionnaire du shogunat, Abe Masahiro, qui décide unilatéralement d'accepter les demandes de Perry et de permettre l'ouverture de plusieurs ports et l'arrivée d'un ambassadeur américain au Japon, avec la signature de la convention de Kanagawa de mars 1854, mettant officiellement fin à la politique du sakoku qui avait régi le Japon pendant plus de deux siècles. Le commerce avec les puissances étrangères était autorisé et une série de traités, connus sous le nom de « traités inégaux » (traité d'amitié anglo-japonais, traité Harris, traité d'amitié et de commerce anglo-japonais) ont été signés sans le consentement de la maison impériale, ce qui a conduit à un fort sentiment anti-Tokugawa. Les conflits internes ont conduit au renversement du dernier shōgun Tokugawa, Yoshinobu, à l'abolition du shogunat et à l'ascension de l'empereur Meiji comme plus haute figure politique et militaire du pays.
Durant les premières années du nouveau gouvernement Meiji, le pays a adopté la morale victorienne et une interdiction explicite du shunga (shunga no kinshi) et des « nishiki-e obscènes » a été établie dans la préfecture de Tokyo en 1869. Cependant, la production de shunga s'est poursuivie, assimilant certains des changements esthétiques de l'époque, qui ont été marqués par le processus d'importation de motifs et de techniques occidentaux. En termes de thèmes et de personnages représentés, on peut également observer l'incorporation de nouveaux éléments représentatifs de la nouvelle société. À partir de cette époque, par exemple, les scènes où des hommes portant des uniformes et des barbes de style occidental ont des relations sexuelles avec des infirmières sont courantes. Yoshida Teruji affirme que durant cette période, la consommation d'estampes bon marché a augmenté, car elles étaient considérées comme une sorte de porte-bonheur, en particulier chez les geishas.
Le shunga de la période Meiji a connu deux grandes vagues de popularité : entre 1894-1895 et 1904-1905, qui ont coïncidé avec les guerres sino-japonaise et russo-japonaise. Au cours de ces conflits, les soldats japonais ont transporté des albums de shunga sur les fronts comme faisant partie de leurs affaires, et ils sont devenus connus sous le nom de kachi-e, le même terme utilisé pour les supposées estampes portées par les samouraïs sur leurs casques.
Le code pénal japonais de 1907, dans son article 175, établissait des peines de prison pour obscénité, qui stipulaient :

« Section 175. (Distribution d'objets obscènes)
Toute personne reconnue coupable de distribution, de vente ou d'exposition en public d'un document, d'images ou d'autres objets obscènes, est punie d'une peine d'emprisonnement pouvant aller jusqu'à deux ans, d'une caution ne dépassant pas 2 500 000 yens [...] Il en va de même pour la personne qui les possède dans le but de les vendre. »

Selon certains rapports, trois postes de police de Tokyo ont confisqué 143 000 estampes et 5 680 albums au cours de cette année-là. Cette restriction a pratiquement marqué la fin de la production de shunga, bien qu'elle ait en même temps provoqué l'émergence d'un marché noir. D'autre part, les progrès technologiques en Occident ont stimulé l'industrie de la pornographie au moyen de la photographie ou de la vidéo, avec laquelle la shunga ne pouvait pas rivaliser.
Ainsi, l'art shunga succomba finalement à l'apparition de la photographie érotique au début de l'ère Meiji (1868-1912). Mais surtout beaucoup de ces œuvres érotiques furent détruites ou vendues à des amateurs étrangers. En France, les frères Goncourt ou encore Pierre Louÿs furent parmi les premiers grands collectionneurs d'estampes et de livres illustrés érotiques japonais, à l'époque du japonisme, ce dont témoigne le premier ouvrage publié en France sur le sujet, en 1925, par le collectionneur François Poncetton. Jules et Edmond de Goncourt « firent partager leurs trésors à nombre d'amateurs et d'artistes, parmi lesquels le graveur Félix Bracquemond et Rodin. » Ainsi de nos jours les plus riches collections appartiennent-elles à des musées à travers le monde. Au Japon, peu à peu, ces images sont devenues très tabou et cet héritage jugé honteux, surtout à l'ère Meiji, qui les bannit et censura, pour que le pays paraisse « civilisé » et « honorable » aux yeux d'un Occident qui vivait à l'heure de la pudibonderie victorienne ; alors que dans le même temps cet art érotique allait ravir et inspirer les artistes européens. Au Japon, la première exposition de shunga ne s'est tenue qu'en 2015, au musée Eisei Bunko de Tokyo.

### Postérité

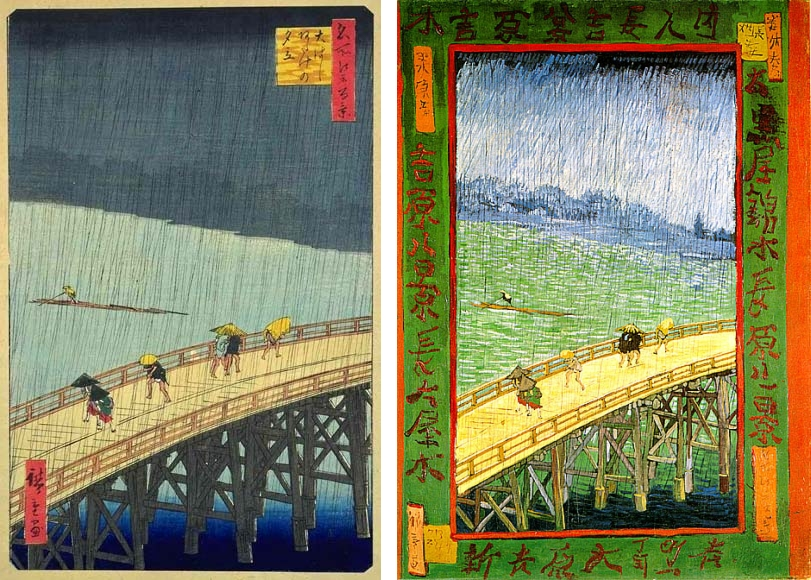
De Hiroshige, Cent vues d'Edo no 52, Le Pont Ōhashi et Atake sous une averse soudaine (1857), à Van Gogh, Japonaiserie. Pont sous la pluie (1888, musée Van Gogh, Amsterdam).

Après l'ouverture du Japon à l'Occident pendant la restauration de Meiji, l'art japonais est arrivé en Europe. La vision artistique de l'Extrême-Orient était totalement nouvelle et rompait avec les conventions picturales de l'époque. Cela a donné naissance au Japonisme. Des artistes tels que James McNeill Whistler, Manet, Monet, Van Gogh, Henri de Toulouse-Lautrec et Paul Gauguin ont été influencés par des artistes japonais, au premier rang desquels Hokusai, Hiroshige et Utamaro.
Les œuvres de type shunga ont été collectionnées par des artistes occidentaux tels que Aubrey Beardsley, Edgar Degas, Henri de Toulouse-Lautrec, Gustav Klimt, Auguste Rodin et Pablo Picasso. Plus précisément, ce dernier en est venu à posséder une collection de 61 estampes d'artistes tels que Nishikawa Sukenobu, Isoda Koryūsai, Torii Kiyonaga, Katsukawa Shunchō, Kitagawa Utamaro ou Kikukawa Eizan. Durant les dernières années de sa vie, Picasso a représenté des scènes sexuelles en toute liberté, trouvant dans sa collection de shunga une source d'inspiration.

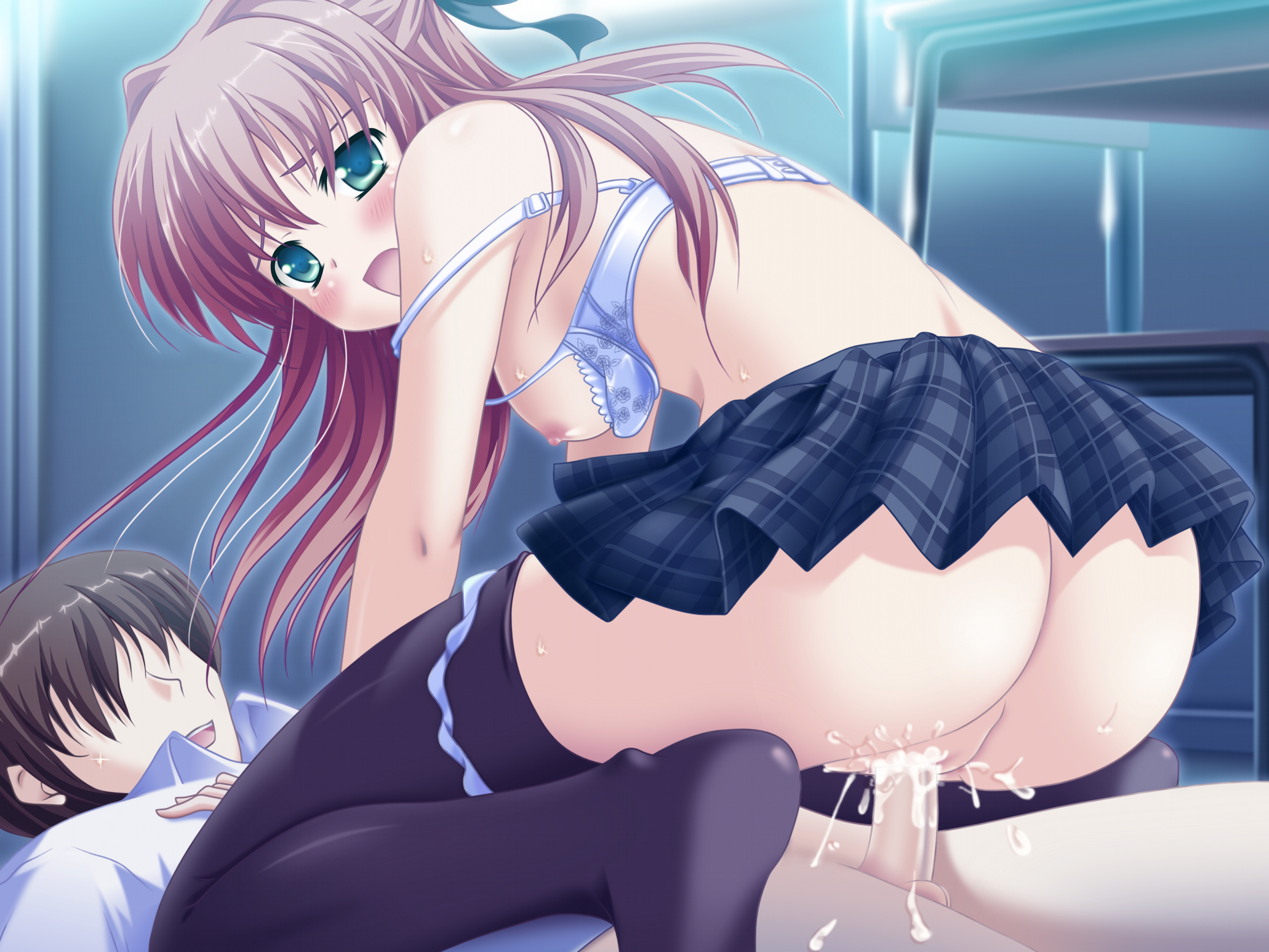
Scène de hentai du XXIe siècle.

D'autre part, le shunga (ainsi que l'ukiyo-e) a inspiré les images contemporaines connues en Occident sous le nom de hentai, et formellement au Japon sous le nom de jū hachi kin (« pour adultes seulement »), d'anime et de manga. Comme le shunga, le hentai est sexuellement explicite dans sa représentation.
Les restrictions à l'encontre des productions obscènes persistent, mais la conception du shunga a évolué au cours de la dernière décennie, de sorte que ces œuvres sont considérées comme érotiques (et non pornographiques), grâce à la publication d'ouvrages non censurés sur le sujet au Japon et en Occident. En Occident, la publication d'études sur les shunga a commencé en 1975 avec Shunga, The Art of Love in Japan de Tom et Mary Evans, suivi de Art of the Japanese Book de Jack Hillier en 1987. Malgré cela, les expositions publiques de ces œuvres au Japon sont réprimées, de sorte qu'aucune n'a été produite au Japon au XXe siècle.

## Production

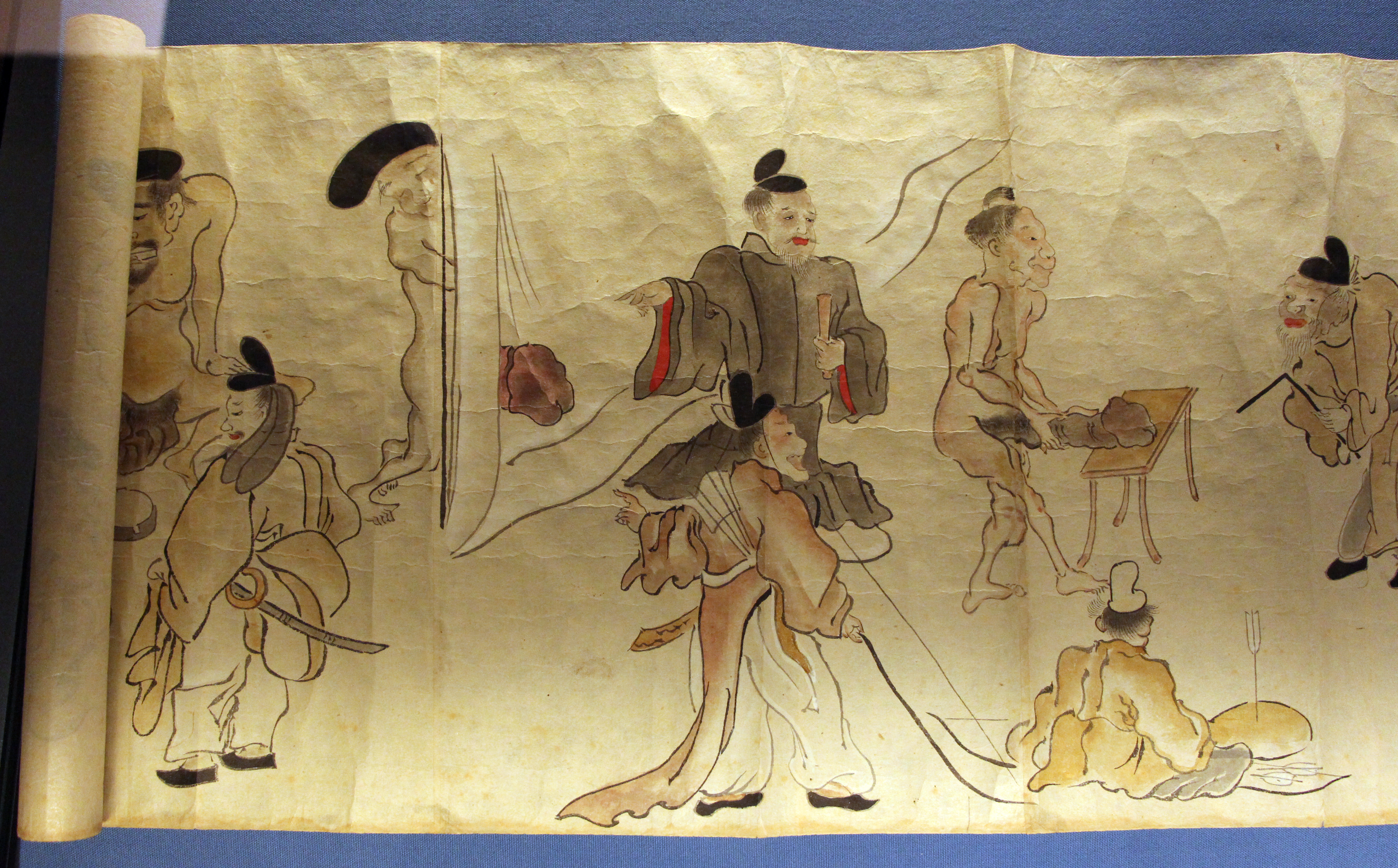
Concours de phallus sous forme demaki sur un rouleau en parchemin.

Les gravures shunga ont été produites entre le XVIIe et le XIXe siècle par des artistes d’ukiyo-e, l'âge d'or du genre se situant entre le milieu du XVIIIe siècle et la première moitié du XIXe siècle. Ces œuvres appartiennent d'abord à des « séries » (kumimono) de douze planches ou à des albums qui ont été démontés pour être vendus en feuillets séparés. En effet, bénéficiant d'une plus grande demande et de prix plus élevés que les estampes ordinaires, des copies de shunga ont été produites et se sont vendues en feuillets ou — plus fréquemment — sous la forme de livres, appelés enpon. Il existait aussi d'autre format populaire : le kakemono-e (掛け物絵) qui se présentait sous la forme d'un rouleau mais dont le coût était plus élevé, puisque chaque rouleau devait être peint individuellement[réf. nécessaire] ; ou les emaki peints sur des rouleaux en parchemin, et donc également plus chers que les estampes ou les albums.
À partir de la fin du XVIIIe siècle, la plupart des shunga étaient produits dans la ville d'Edo. Kyoto était aussi un centre important de production de shunga, notamment avec Nishikawa Sukenobu, dont le nom de famille est devenu synonyme d'estampes érotiques avec le terme nishikawa-e (西絵, litt. « estampes Nishikawa »). Elles ont rarement été produites à Osaka, mais leur coloration y était plus riche et plus terne que celle des œuvres d'Edo. Cet effet est une conséquence de l'utilisation du gofun, une poudre blanche extraite des coquilles de palourdes qui était mélangée aux pigments utilisés dans les estampes multicolores à Osaka et Kyoto.

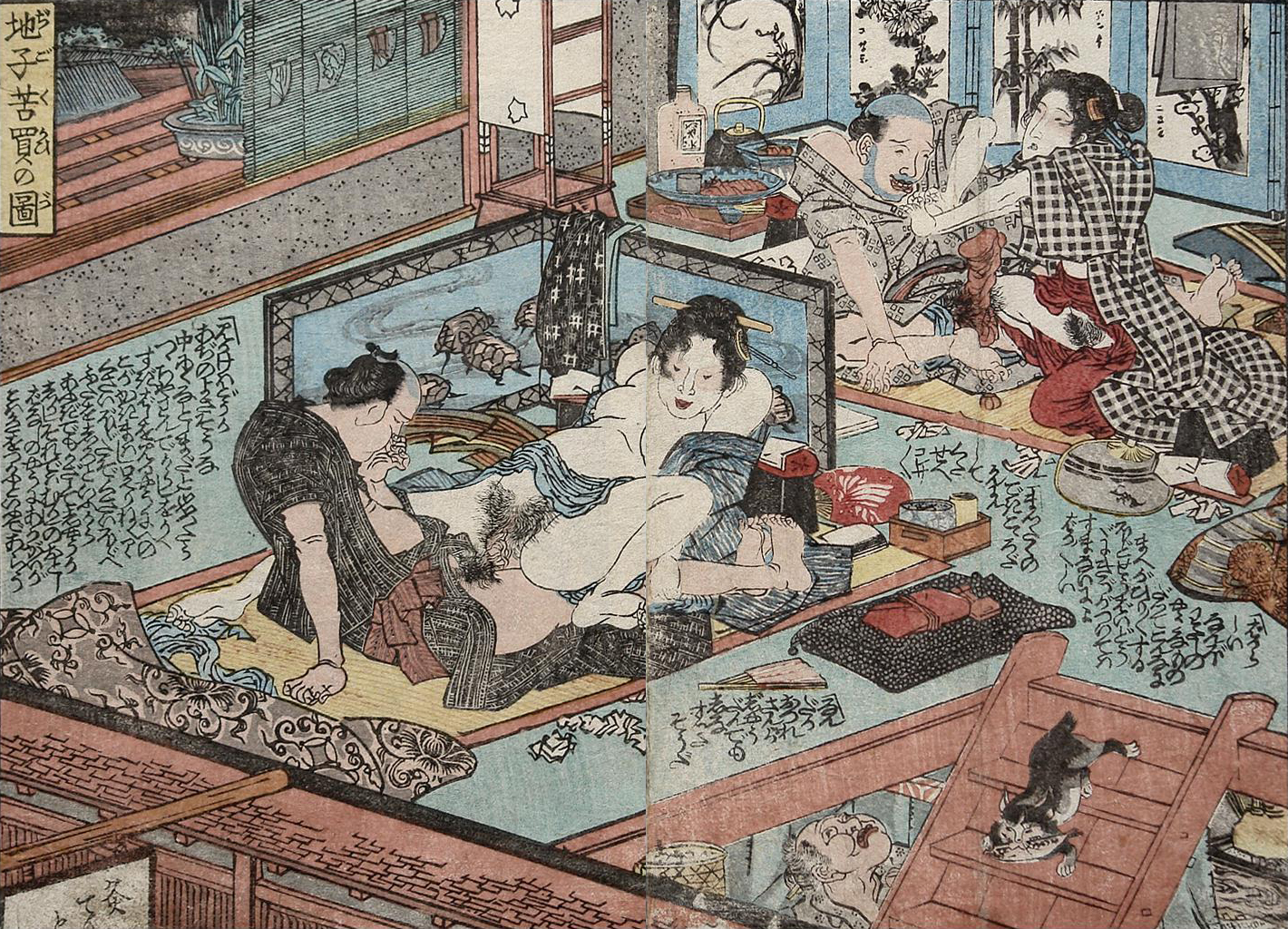
Shunga d'Utagawa Kuniyoshi, qui lui est attribué grâce à la signature cachée sous la forme d'un chat noir et blanc portant un poisson dans sa bouche, située dans le coin inférieur droit.

En raison des réformes Kyōhō et des contrôles de la production d'estampes qui sont apparus à partir de 1723, les artistes shunga signaient rarement leurs œuvres, afin d'éviter toute forme de persécution gouvernementale ou de contrôle des guildes. Cependant, tout au long de la période Edo, les illustrateurs de shunga ont développé les ruses les plus différentes pour faire prendre conscience au public de la paternité de leurs images. L'une des plus courantes est sans doute l'utilisation de surnoms ou le placement de signes (à peine perceptibles) sur leur production visuelle.
Peu d'artistes de l'époque sont restés à l'écart du genre, car il leur apportait l'assurance d'une situation stable : il s'avère que la vente d'un shunga à un client de haut rang pouvait rapporter assez d'argent pour vivre pendant environ six mois. Un rouleau pouvait coûter soixante pièces (monme) d’argent, l'équivalent de 300 litres de haricots de soja. La plupart des grands peintres d'ukiyo-e de l'époque d'Edo, de Masanobu à Hokusai, en passant par Harunobu et Utamaro, s'adonnèrent donc à la réalisation de gravures érotiques, et « l'on estime qu'entre un dixième et un tiers de la production des plus grands maîtres relevait de ce genre ». C'est ainsi qu'un tiers de la production de Moronobu, considéré comme le premier représentant de l’école ukiyo-e, est constitué d'estampes érotiques.
L'impression polychrome, ou nishiki-e (錦絵), n'est apparue qu'après 1765, beaucoup de shunga sont antérieurs à cette date. Avant cela, la couleur pouvait être ajoutée aux copies à la main. Elles pouvaient être réalisées avec des matériaux de grande qualité.
La qualité et le prix des shunga étaient cependant variés, de par le grand nombre d'artistes ukiyo-e qui en ont produits. Ils pouvaient être raffinés et vendus à de riches seigneurs daimyo, ou encore limités en couleurs, largement distribués et avec un coût inférieur à un bol de nouilles. Par ailleurs, les grands publicistes ont souvent maintenu leur solvabilité grâce à la vente de ces œuvres.

## Les personnages

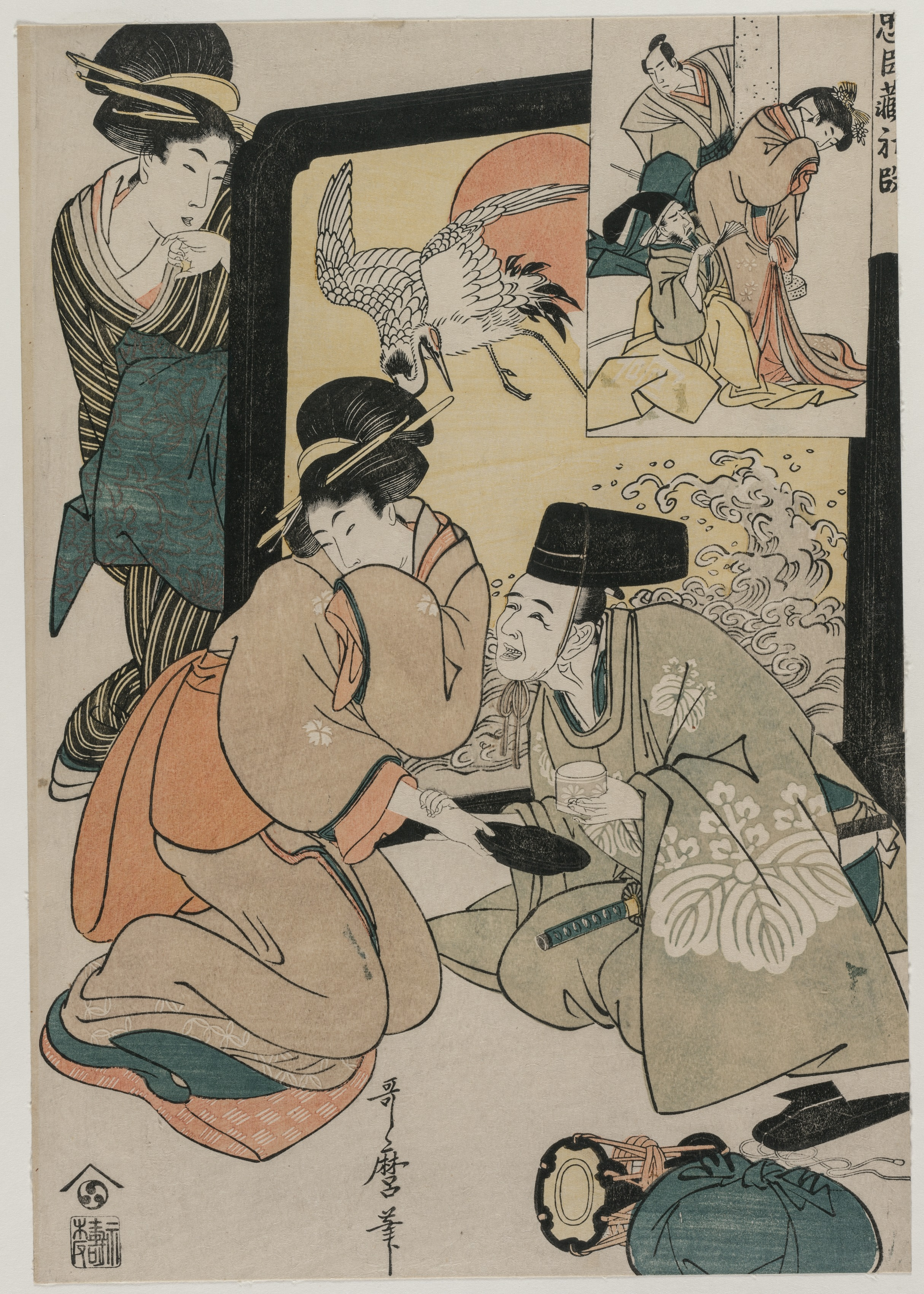
Kitagawa Utamaro, Acte I de L'entrepôt de la loyauté (1921, Cleveland Museum of Art).

Le personnage le plus commun des shunga est certainement la courtisane (oiran). Utamaro a été en particulier vénéré pour ses portraits de courtisanes, qu'il connaissait bien et aimait tant, ses scènes amoureuses atteignant « un niveau de raffinement, d’élégance et d’érotisme qui en fait un des plus grands hommages rendus à la beauté féminine ».
Ces courtisanes du Yoshiwara (le quartier de plaisir d'Edo), qui offraient un niveau inégalé de sensibilité et de nuances psychologiques, pourraient être comparées de nos jours à des célébrités et le quartier lui-même à Hollywood. Elles avaient un fort potentiel érotique de par leur profession mais restaient en même temps inaccessibles. Seuls des hommes très fortunés pouvaient espérer s'offrir leurs services tandis que les femmes voyaient en elles des idoles fascinantes. Depuis, les gravures de courtisanes ont été accusées d'idéaliser la vie des quartiers de plaisir en masquant la condition d'esclave dans laquelle vivaient celles-ci.
De même, les acteurs de kabuki sont souvent mis en scène. Ils portaient eux aussi une forte charge symbolique puisque nombre d'entre eux pratiquaient la prostitution masculine.

## Le contenu

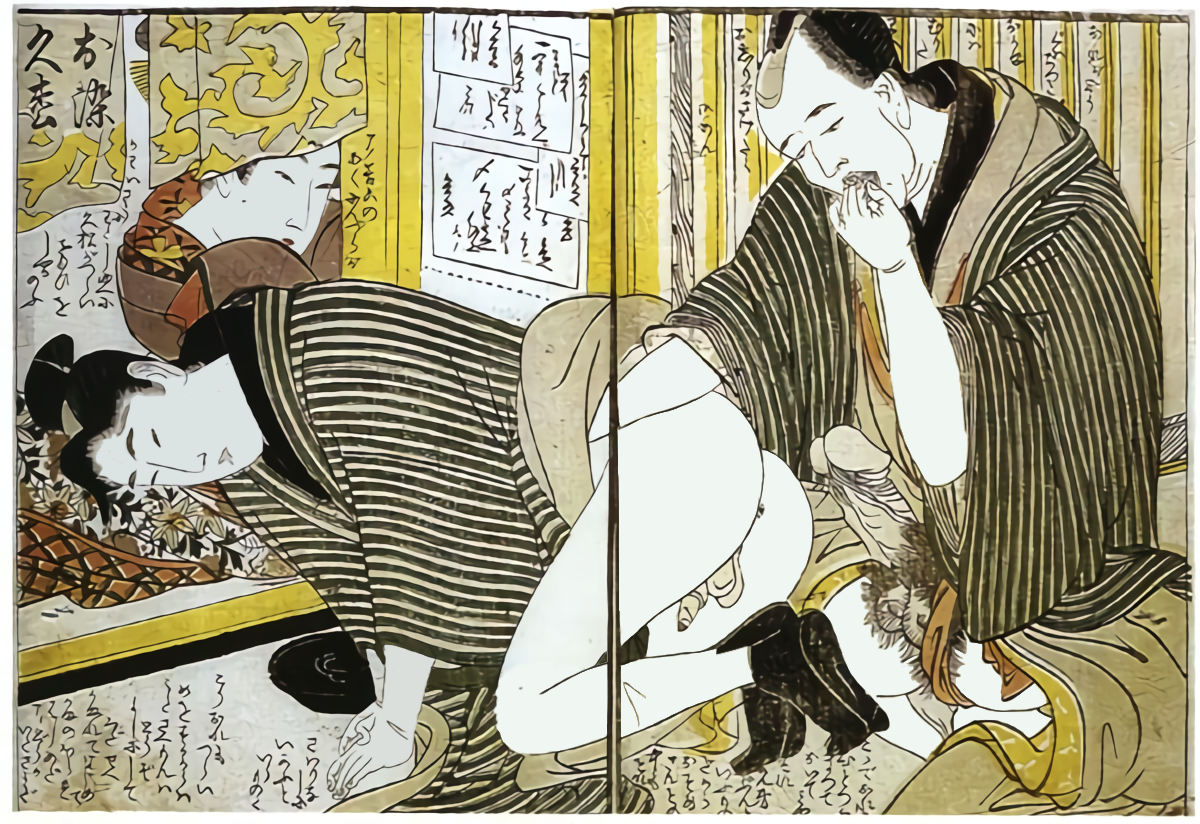
Kitagawa Utamaro, Client lubrifiant un prostitué (fin du XVIIIe siècle).

Les shunga abordaient diverses situations offrant une grande variété de thèmes : les hommes séduisent les femmes, les femmes séduisent les hommes, les nubiles jusqu'aux vieillards. Si l'hétérosexualité domine, les scènes homosexuelles représentant des hommes avec des hommes ou des femmes avec des femmes existent en nombre, la préférence sexuelle étant moins rigide à l'époque. Les scènes se déroulent souvent dans le cadre de la vie quotidienne, entre mari et femme.
Le plus souvent les personnages apparaissant dans ces scènes sont vêtus, c'est principalement parce que la nudité n'était pas en soi érotique dans le Japon d'alors, puisque les gens étaient habitués à voir les corps nus du sexe opposé dans les bains publics. Jean Cholley souligne que « les Japonais n'ont jamais eu le culte du corps, encore bien moins de sa nudité », la nudité totale apparaissant plutôt chaste et ne provoquant guère d'émois, encore moins d'interdits, en comparaison des émotions liés au désir érotique. Les vêtements, souvent somptueux, peuvent ainsi être vecteurs de symbolique ou même, par leurs plis entremêlés, attirer l'attention sur les parties du corps qui restent dénudées : les organes génitaux ; ou plus allusivement le savant déshabillé d'un vêtement entrouvert laisse place à l'imagination, comme dans les estampes des Belles femmes de Utamaro, dans lesquelles les cols de kimono dénudent largement la nuque d'une beauté.

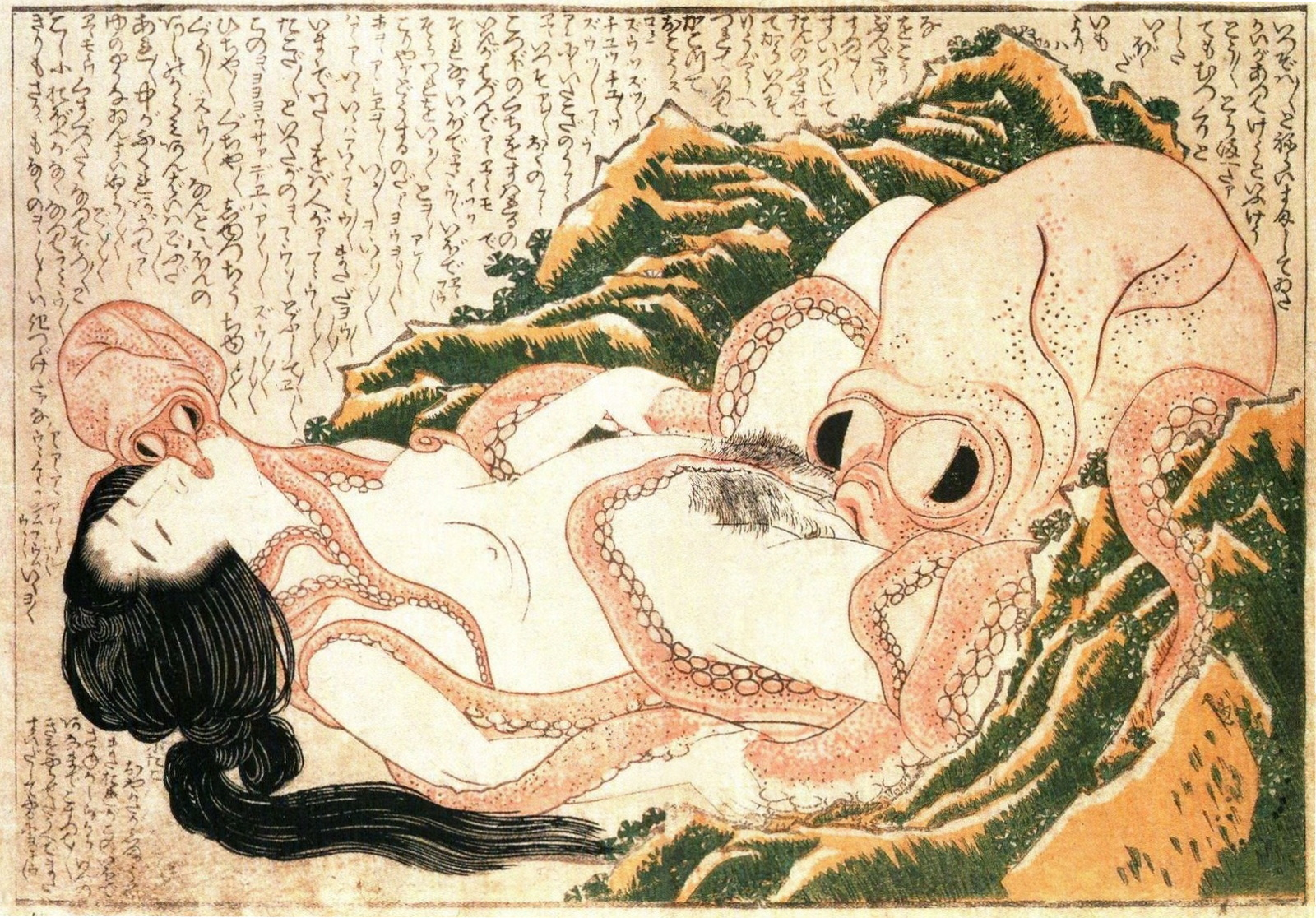
Rêve de la femme du pêcheur de Hokusai.

De même les positions sont généralement fantaisistes, parfois acrobatiques, peu réalistes, comme la taille des organes génitaux, grossis à outrance. L'objectif étant de rendre le contenu sexuel le plus lisible et le plus explicite possible, focaliser le regard sur les ébats ; néanmoins il y a autre chose que l'exagération voulue, car le dessin japonais ignore souvent la perspective et reporte les mêmes dimensions quelle que soit la distance. Cela dit, les sexes se comportent ici comme un « deuxième visage », exprimant les passions cachées de la vie quotidienne. Certaines estampes peuvent même figurer des scènes zoophiles telles que le célèbre Rêve de la femme du pêcheur de Hokusai représentant une femme et une pieuvre.
Les situations sont souvent cocasses, les shunga se rapprochant alors des « images satiriques » (warai-e) et donnant une vision joyeuse du sexe. En effet, une grande partie de ces livres et images érotiques fonctionne sur le mode de la parodie ou du pastiche (procédé du mitate), s'inspirant parfois d'œuvres littéraires ou théâtrales. Selon Philippe Pons, cette « fantasmagorie jubilatoire » et cette « débauche imaginative » sont surtout à l'œuvre pour suggérer « l'impétuosité du désir ». En même temps, comme le précise le japonologue et traducteur Jean Cholley, le genre était des plus sérieux puisqu'il n'avait « pas pour objet de faire stupidement “rire” », mais d'« instruire le lecteur dans les arcanes de l'amour physique », servant également à « instruire » les jeunes filles et garçons parvenus à l'âge du désir ; les estampes étaient ainsi accompagnées de précisions anatomiques, techniques ou recettes, poèmes ou dialogues érotiques, commentant avec humour les prouesses des amants.

## Le public
Les shunga n'étaient pas réservés à une petite élite libertine, mais étaient appréciés par des hommes et des femmes de toutes classes. Les superstitions et les coutumes y faisant référence sont la preuve de leur large impact. Ainsi, ils étaient considérés comme un porte-bonheur, comme un charme contre la mort par les samouraïs ; ils étaient une protection contre le feu dans les entrepôts et les maisons. De ceci nous pouvons déduire que des samouraïs, en passant par les chonin, aux femmes au foyer, tout le monde possédait son shunga. Ces trois catégories souffraient de la séparation avec le sexe opposé, aussi la superstition n'était qu'un prétexte pour dissimuler un aspect beaucoup plus libidineux. Traditionnellement, on offrait des shunga aux jeunes mariés. Ils étaient utilisés, pour les plus réalistes d'entre eux, afin de parfaire l'éducation sexuelle des enfants des familles riches ; ainsi le Manuel de l'oreiller, traduit en français par Jean Cholley (Picquier, 1997), avec le sous-titre explicite pour posséder les femmes, est un bon exemple de ces manuels d'instruction, offrant une très grande variété de postures, regorgeant de précisions techniques et anatomiques, permettant ainsi aux couples de choisir en quelle position ils allaient s'aimer. Dans un pays où il n'y a pas de rupture entre l'art érotique et l'art tout court, ces images constituaient ainsi « une facette de la florissante culture populaire de l'époque [d'Edo], reflétant une conception de la sexualité qui ignore la faute et inscrit ses pratiques sur le registre du ludique. »